# Mini-Europe

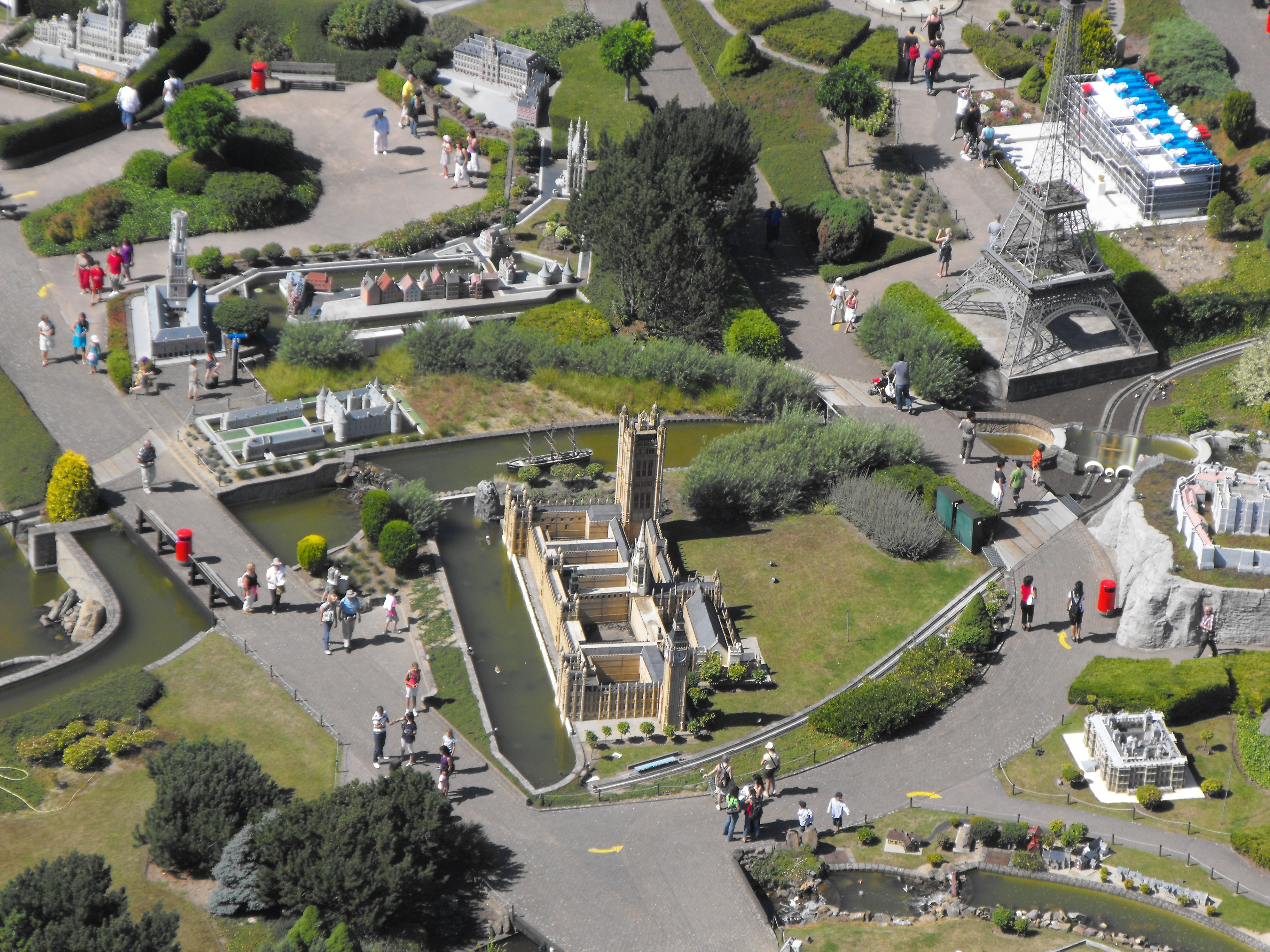
Visuale dall'alto parziale

Mini-Europe è un parco in miniatura belga sito al Bruparck, ai piedi dell'Atomium di Bruxelles, che contiene la riproduzione dei monumenti più belli dell'Unione europea in scala 1:25. Sono esposti circa 80 città e 350 edifici. 
Il parco è rinomato per la qualità delle riproduzioni alcune delle quali del costo di 350.000 euro (ad esempio quella della Grand Place di Bruxelles) . Il parco contiene inoltre numerose animazioni (parchi, mulini, eruzione del Vesuvio, airbus, filobus...) Una guida fornisce i particolari relativi a tutti i monumenti. Alla fine del percorso una mostra interattiva "Spirit of Europe" presenta l'Unione Europea sotto forma di interazione e di gioco. 
Il parco occupa 24.000 m². L'investimento iniziale è stato di 10 milioni di euro nel 1989 quando è stato inaugurato dal principe Filippo, l'attuale re del Belgio. 
Con 350.000 visitatori/anno ed un fatturato di 4 milioni di euro, Mini Europe costituisce una delle maggiori attrattive di Bruxelles. 

## La costruzione dei monumenti
I monumenti sono stati prescelti sulla base della loro qualità architettonica o del fatto di costituire un simbolo europeo. Successivamente a tale prima selezione è stato necessario reperire i piani e le foto. Questa fase ha avuto un costo superiore a 200.000 euro per la ricerca.  
La maggior parte dei monumenti sono costruiti mediante formatura. I pezzi sono realizzati con materiali diversi e successivamente riprodotti per formatura con stampi al silicone. La copia definitiva è realizzata in resina epossidica (all'inizio) mentre adesso viene realizzata in poliestere. Tre monumenti sono stati realizzati in pietra (ad esempio: la torre di Pisa in marmo). Una nuova tecnica mediante computer è stata utilizzata per la realizzazione di due modelli. 
Si passa quindi alla colorazione, infine il monumento è installato sul posto con decorazioni ed illuminazione. 
La Cattedrale di Santiago di Compostela ha richiesto più di 24.000 ore di lavoro. 
Numerosi monumenti sono stati finanziari dai Paesi o dalle regioni d'Europa.

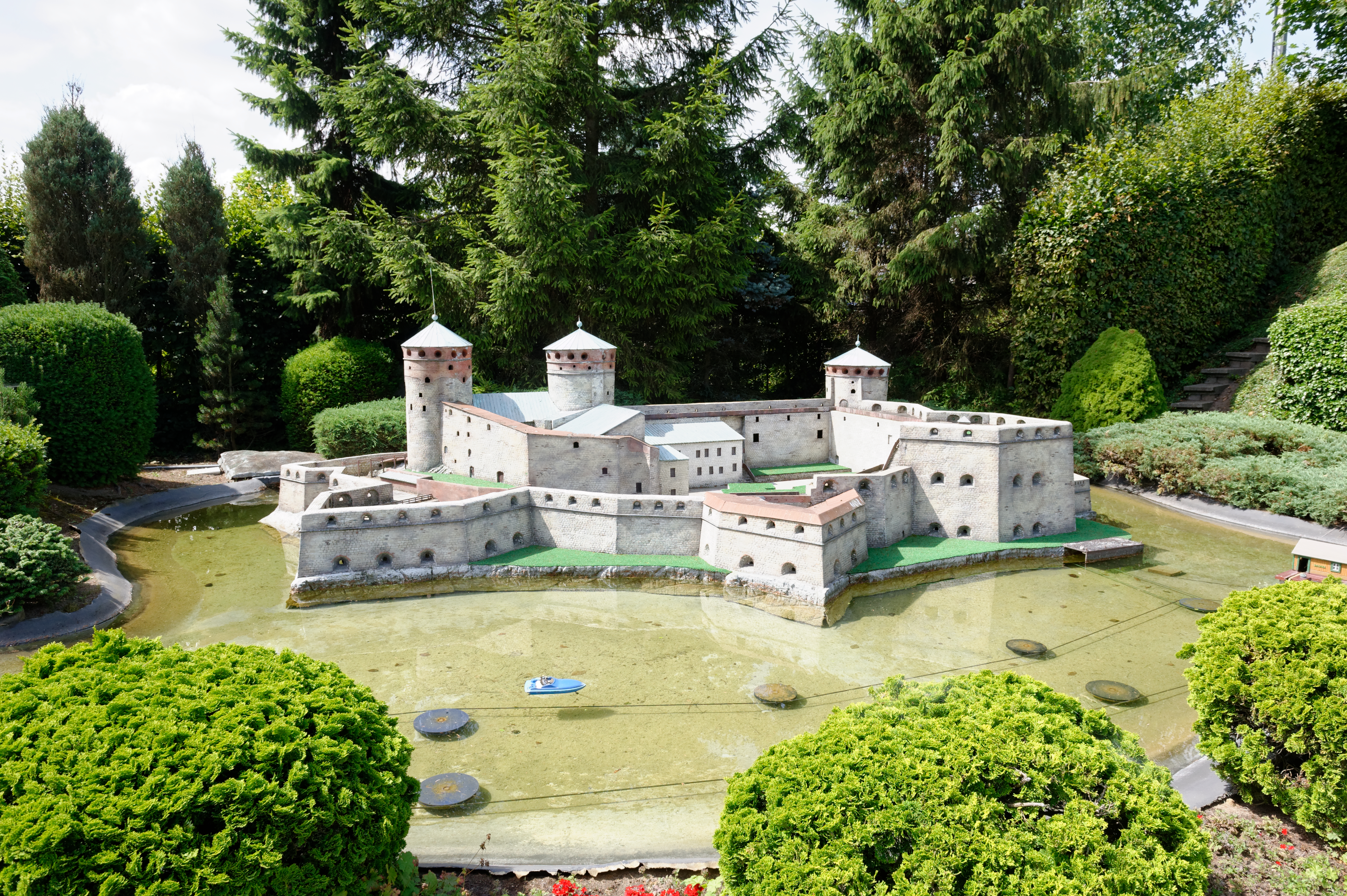
Olavinlinna ( Svezia)
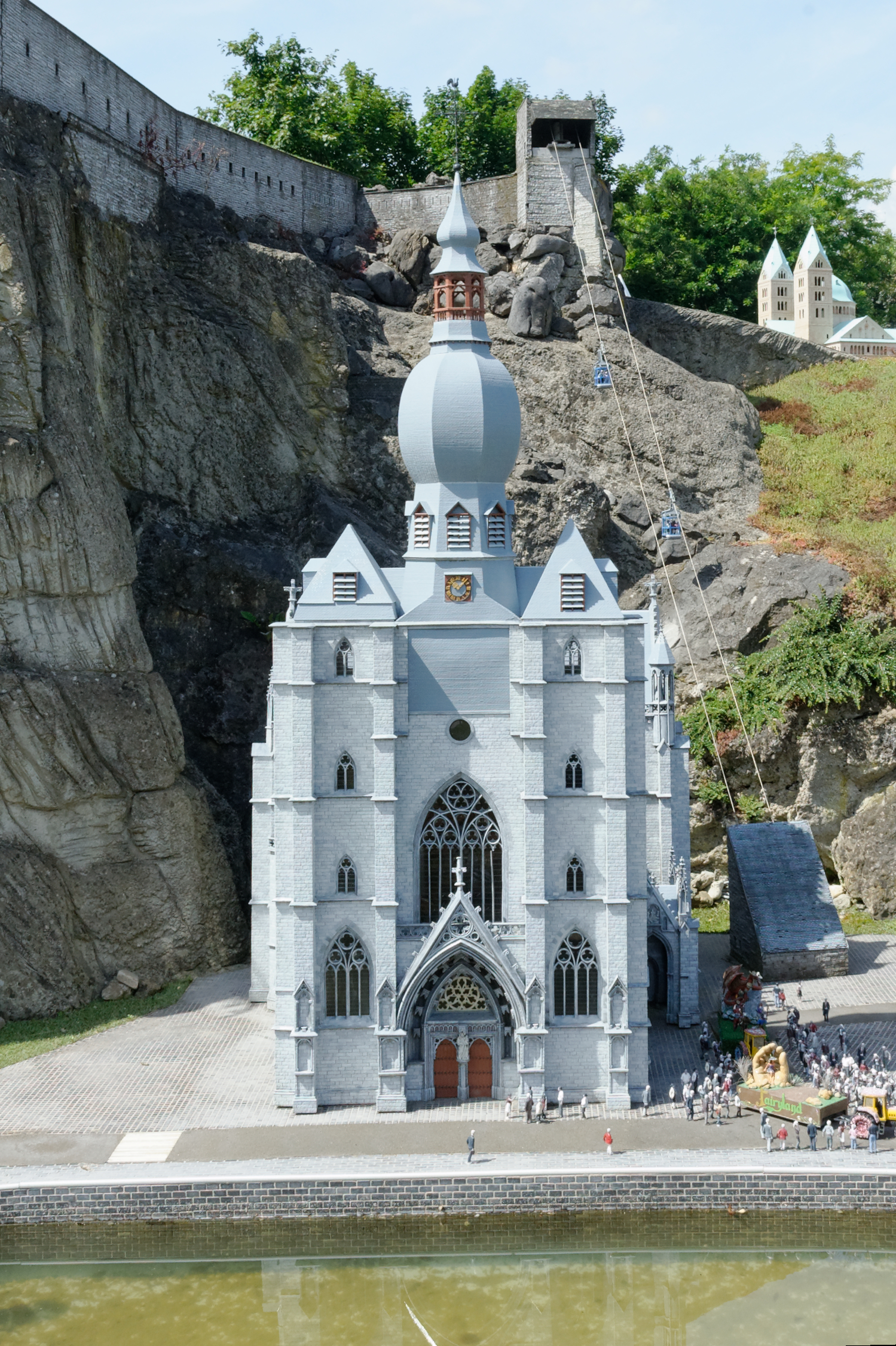
Collegiata di Notre-Dame di Dinant ( Belgio)
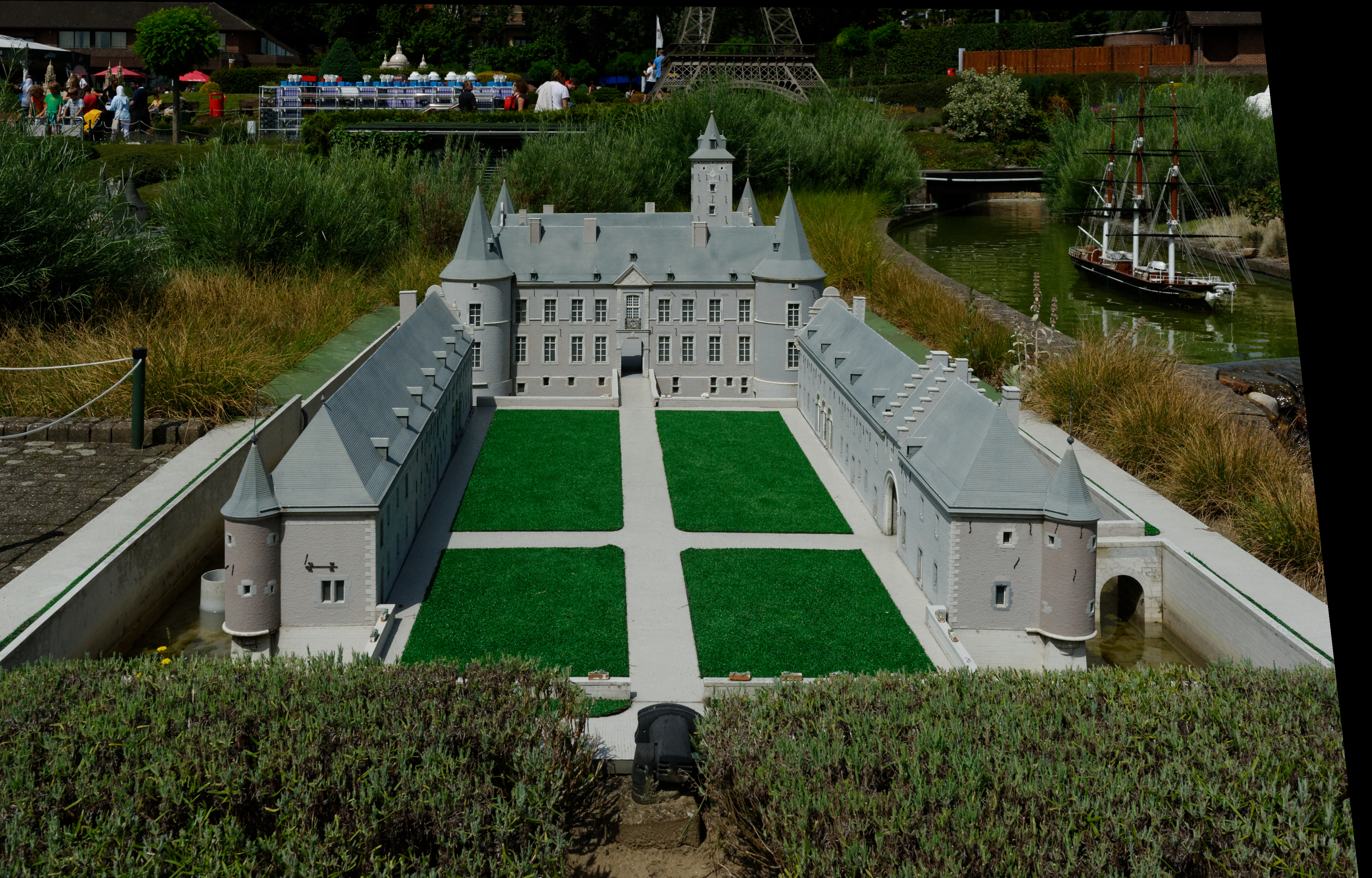
Castello di Alden Biesen ( Belgio)
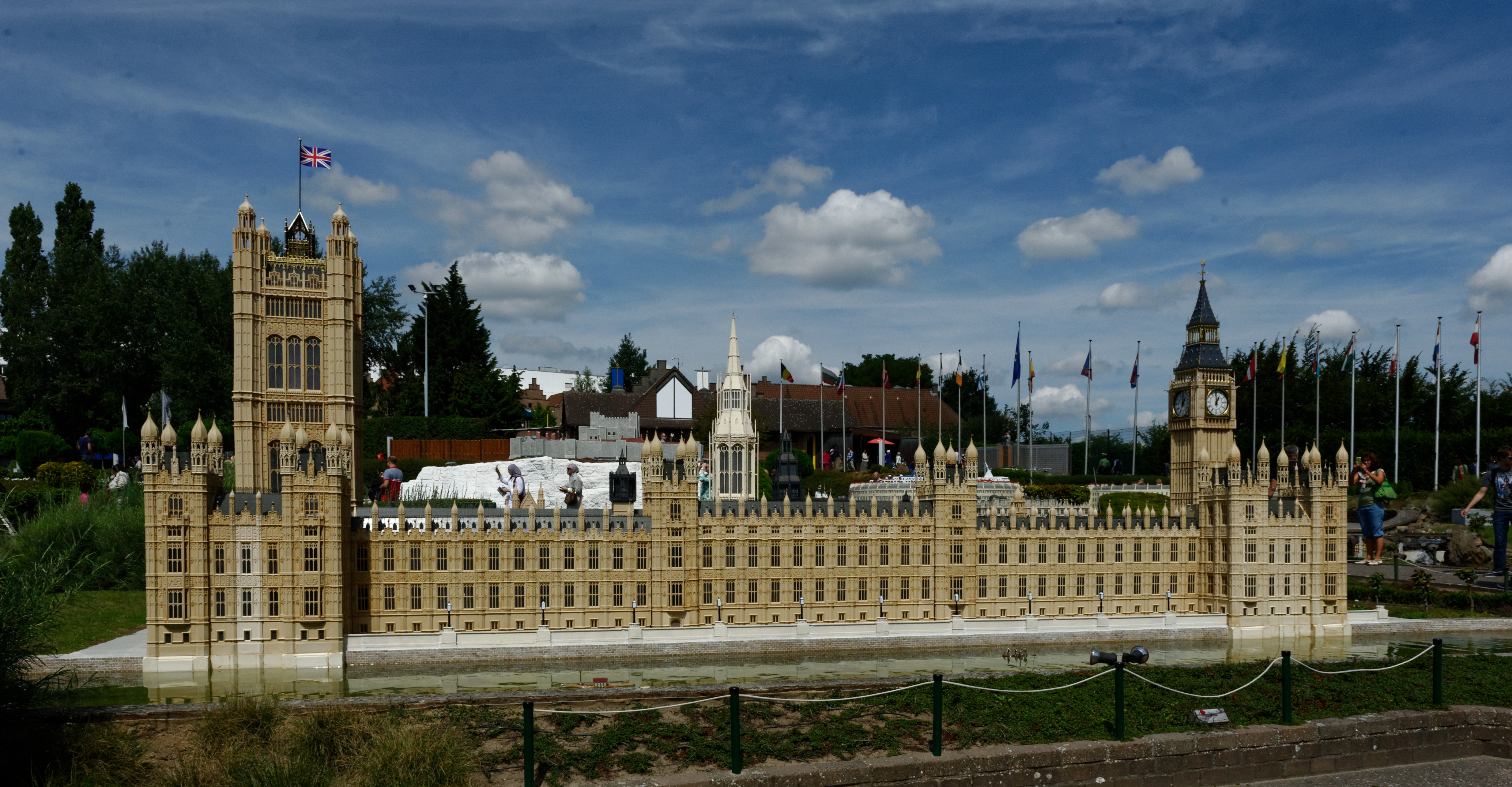
Palazzo di Westminster, Londra ( Regno Unito)
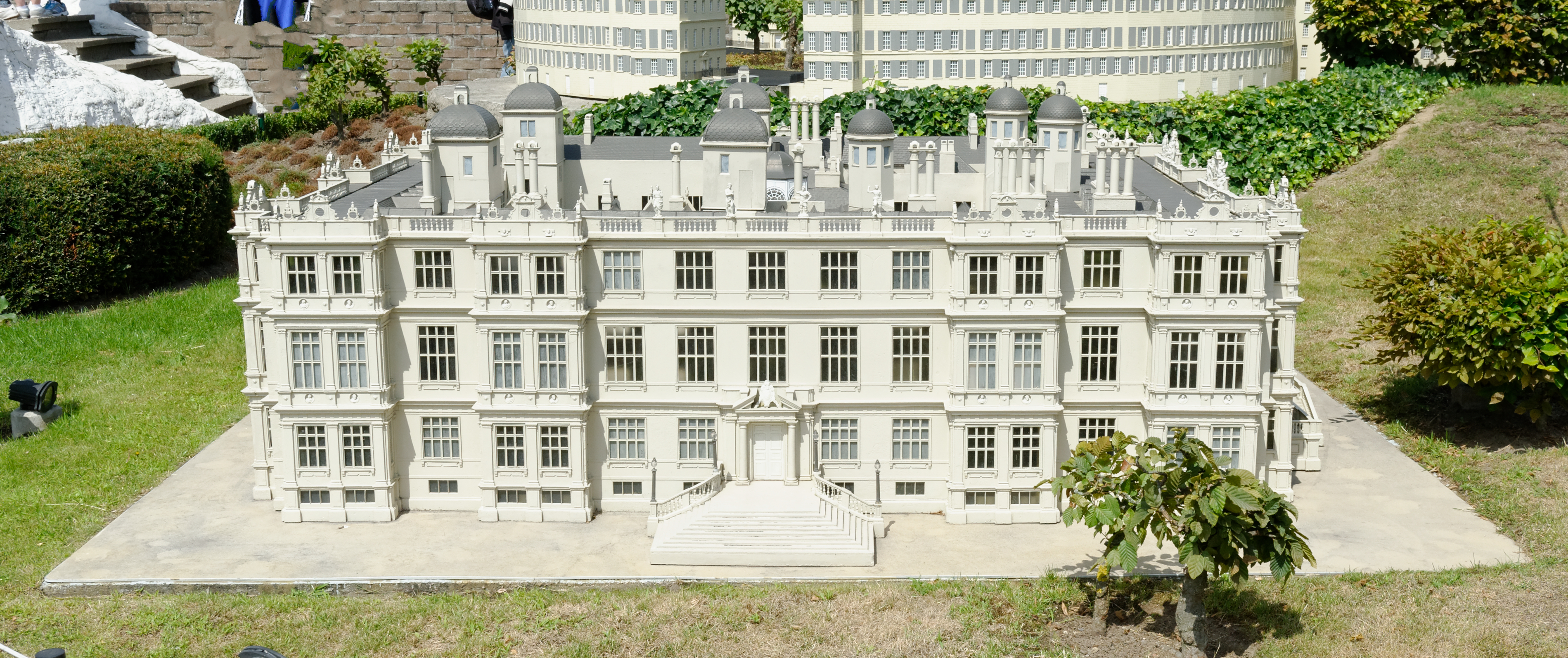
Longleat House ( Regno Unito)
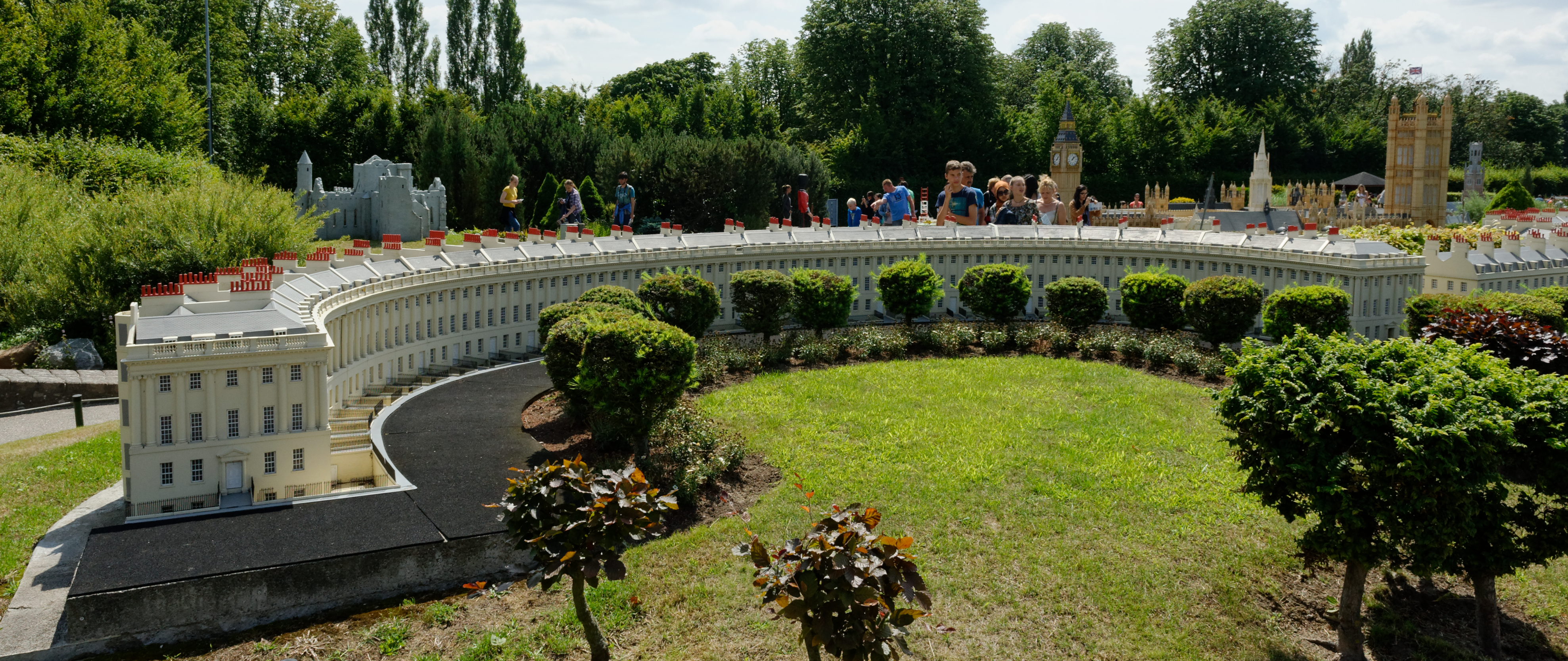
Royal Crescent, Bath ( Regno Unito)
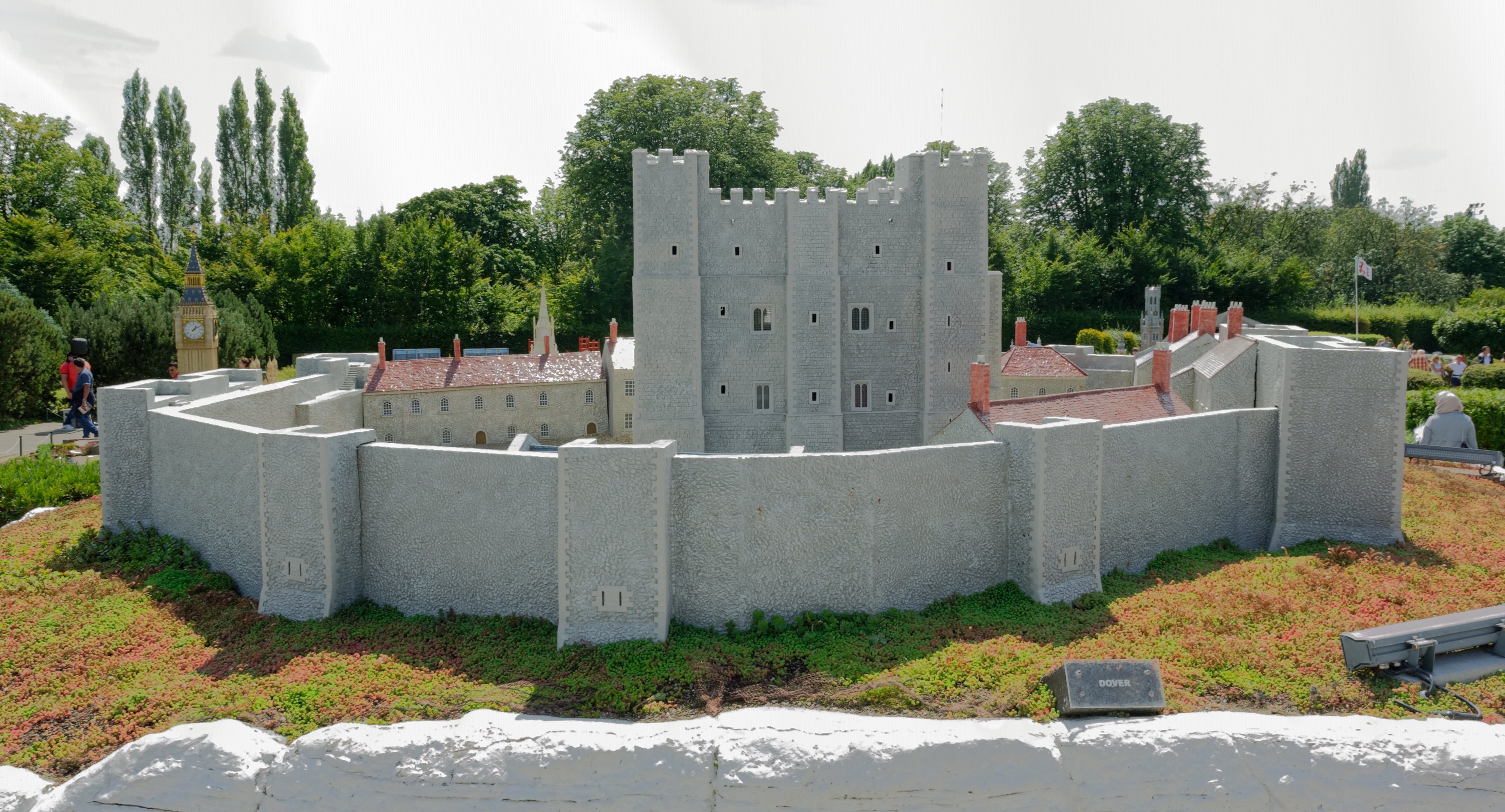
Castello di Dover ( Regno Unito)
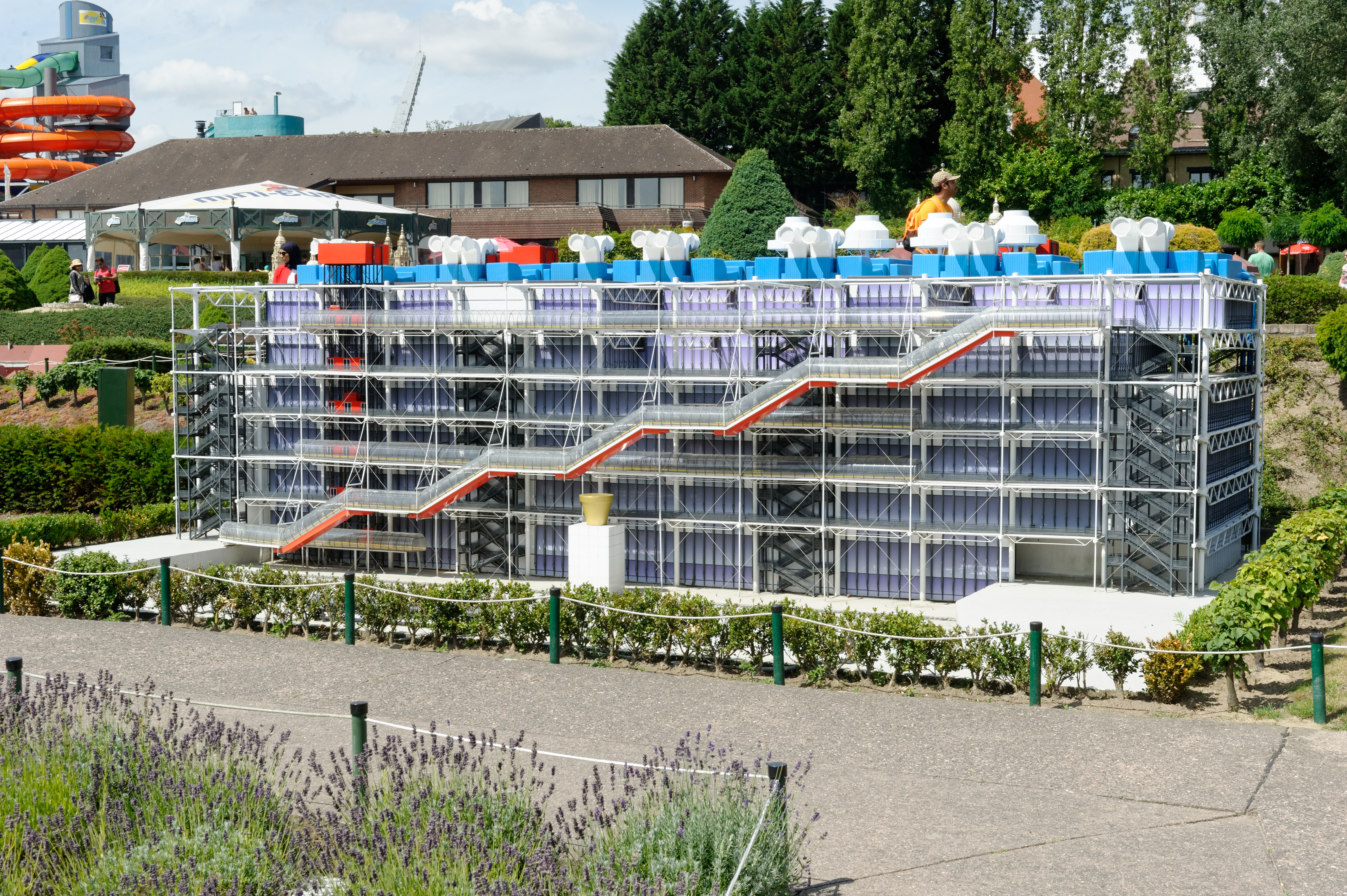
Centro Georges Pompidou, Parigi ( Francia)
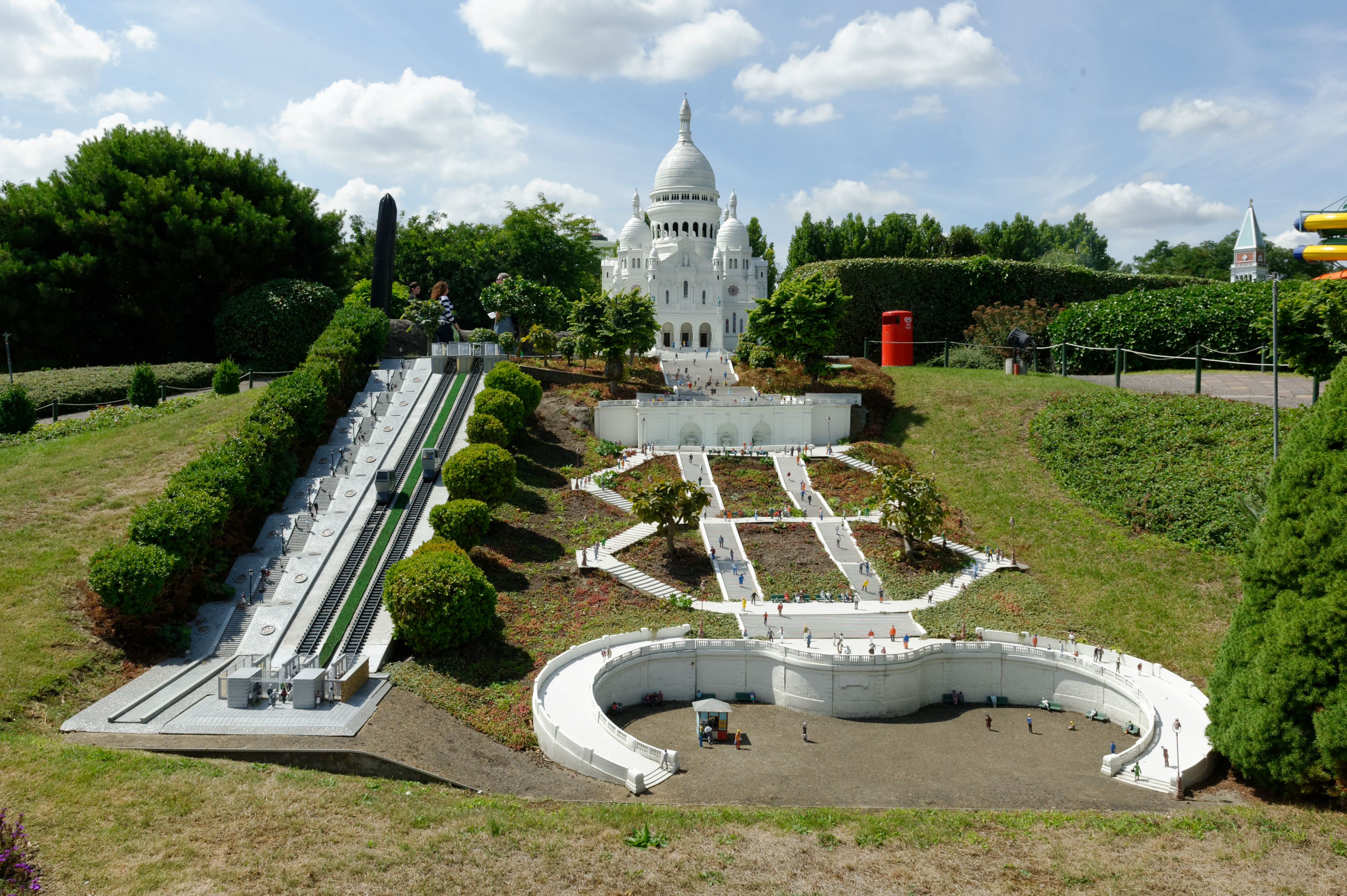
Basilica del Sacro Cuore, Parigi, ( Francia)
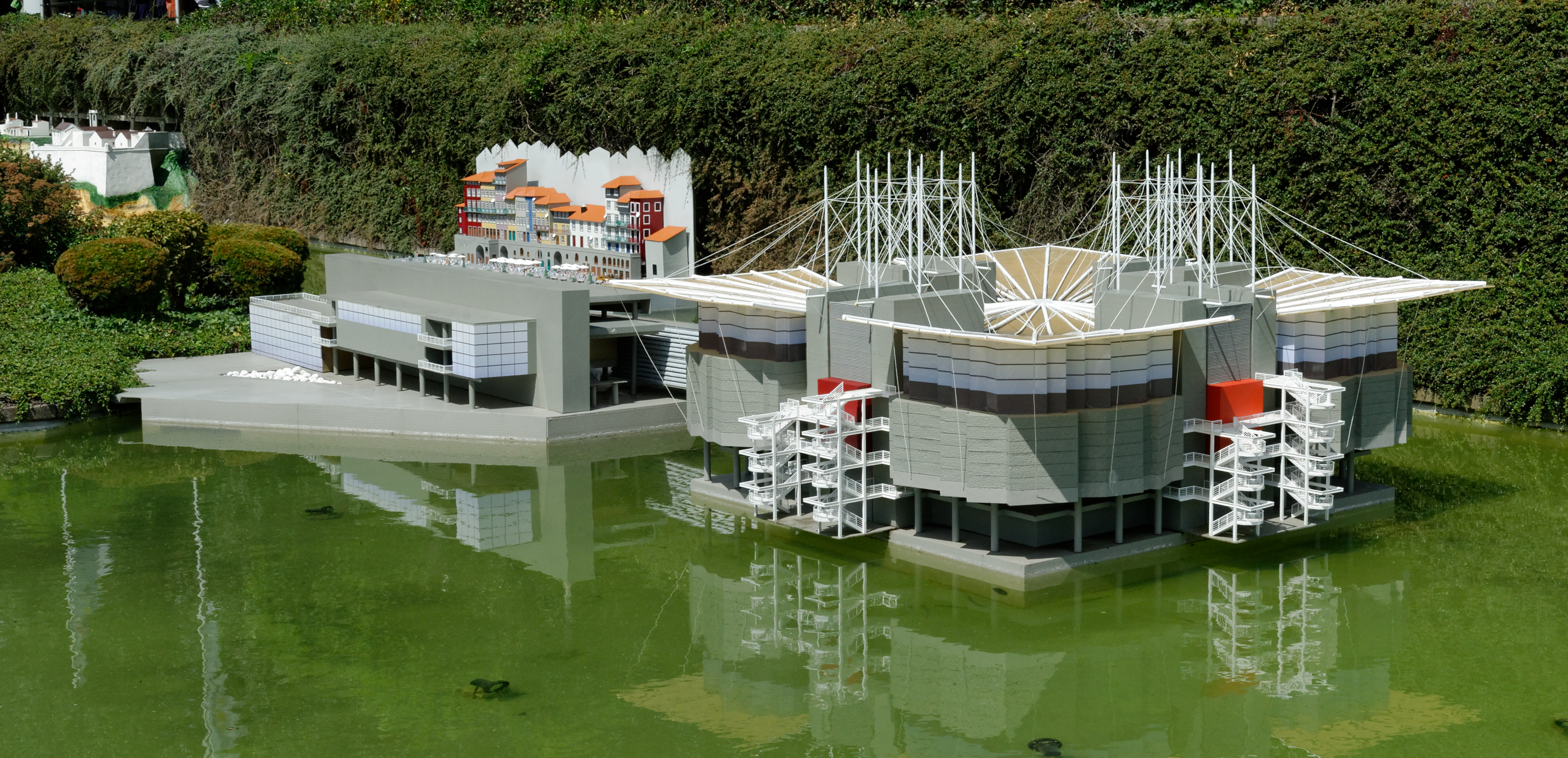
Oceanario di Lisbona ( Portogallo)
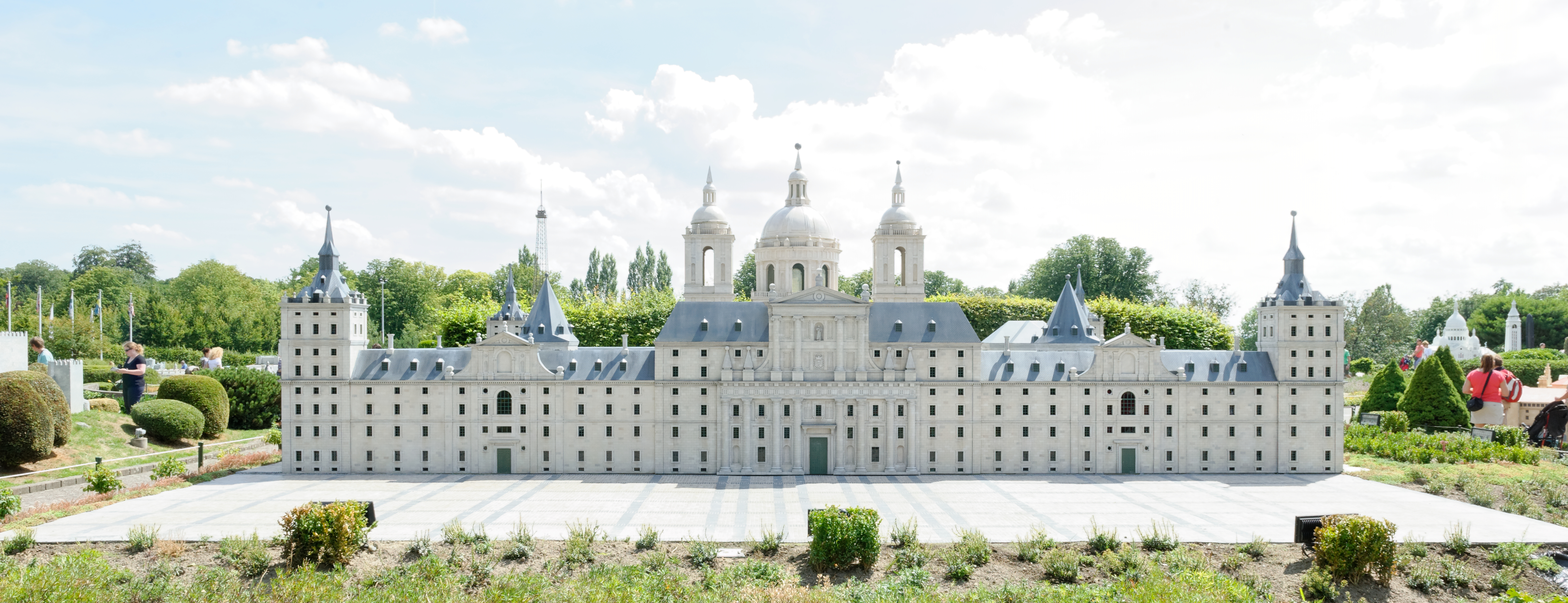
Monastero dell'Escorial, Madrid ( Spagna)
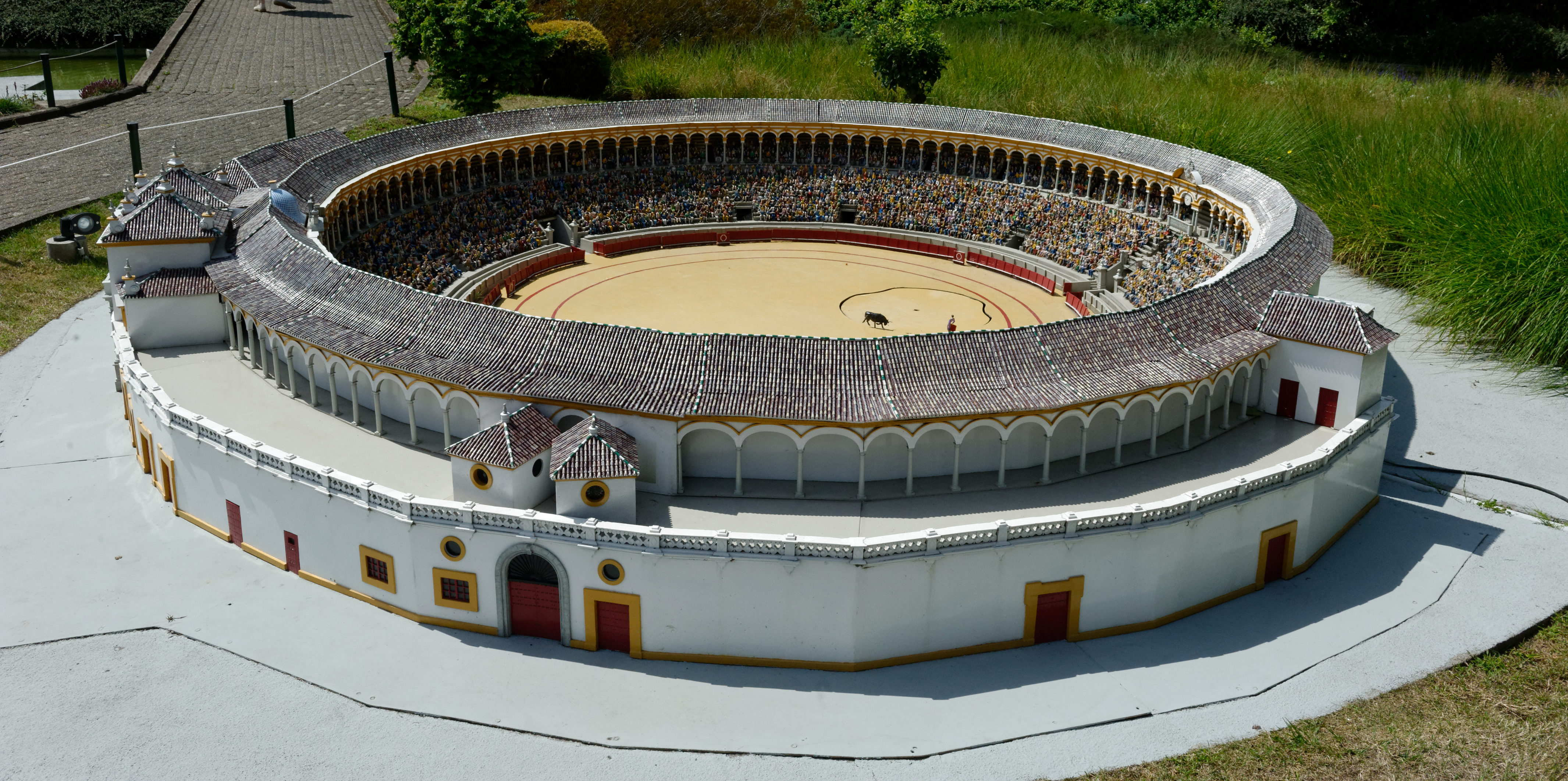
Plaza de toros di Siviglia ( Spagna)
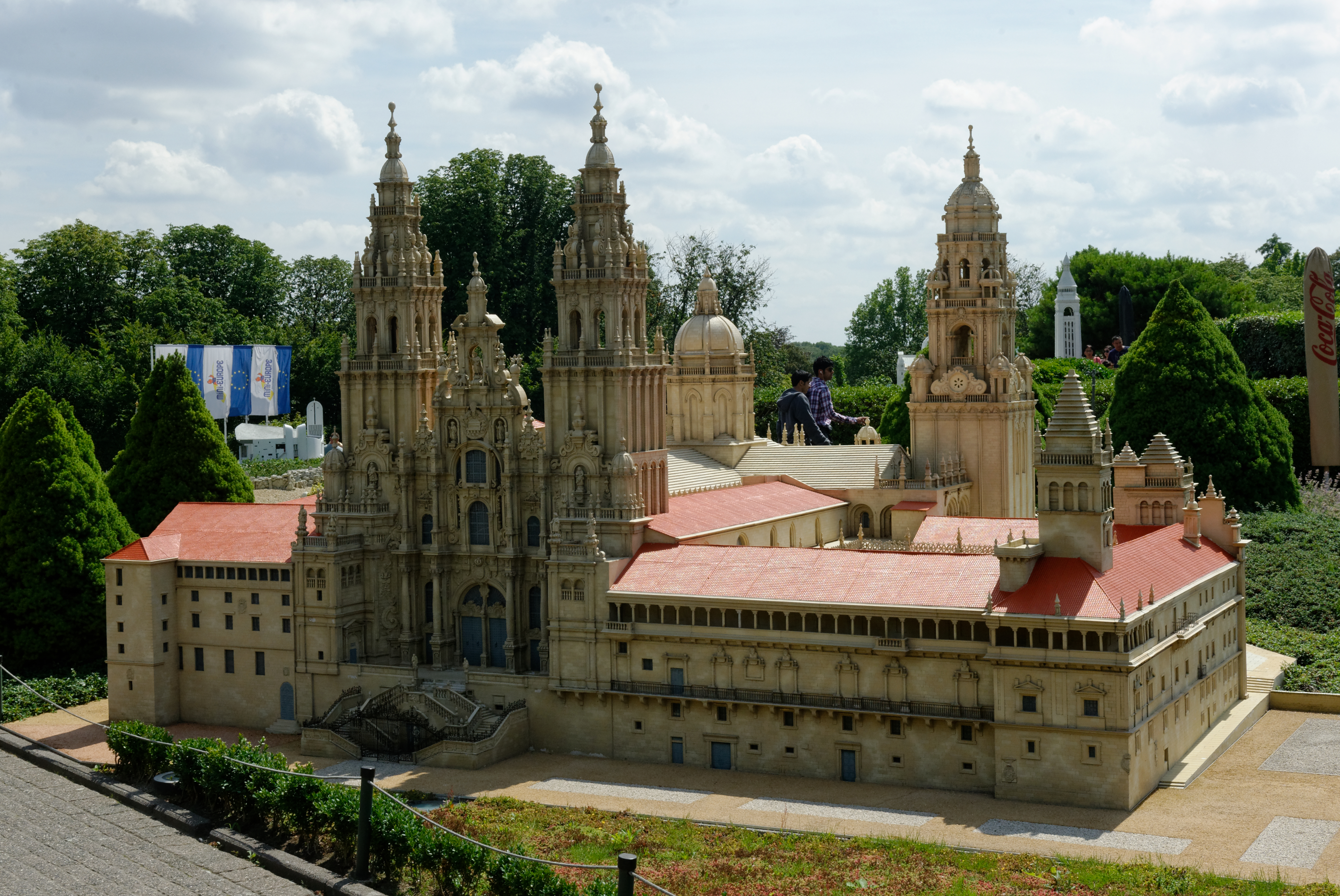
Cattedrale di Santiago di Compostela ( Spagna)
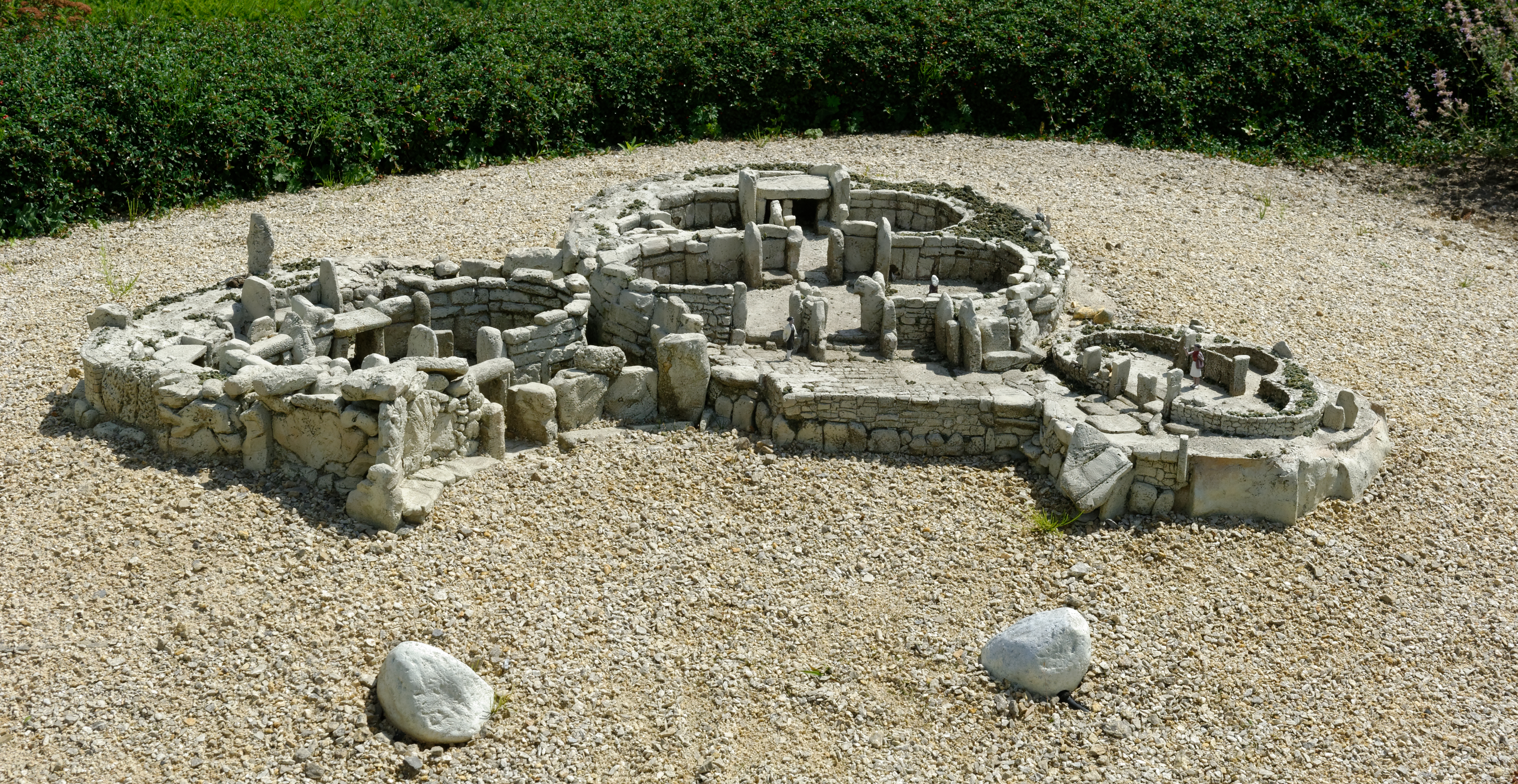
Tempio di Mnajdra ( Malta)
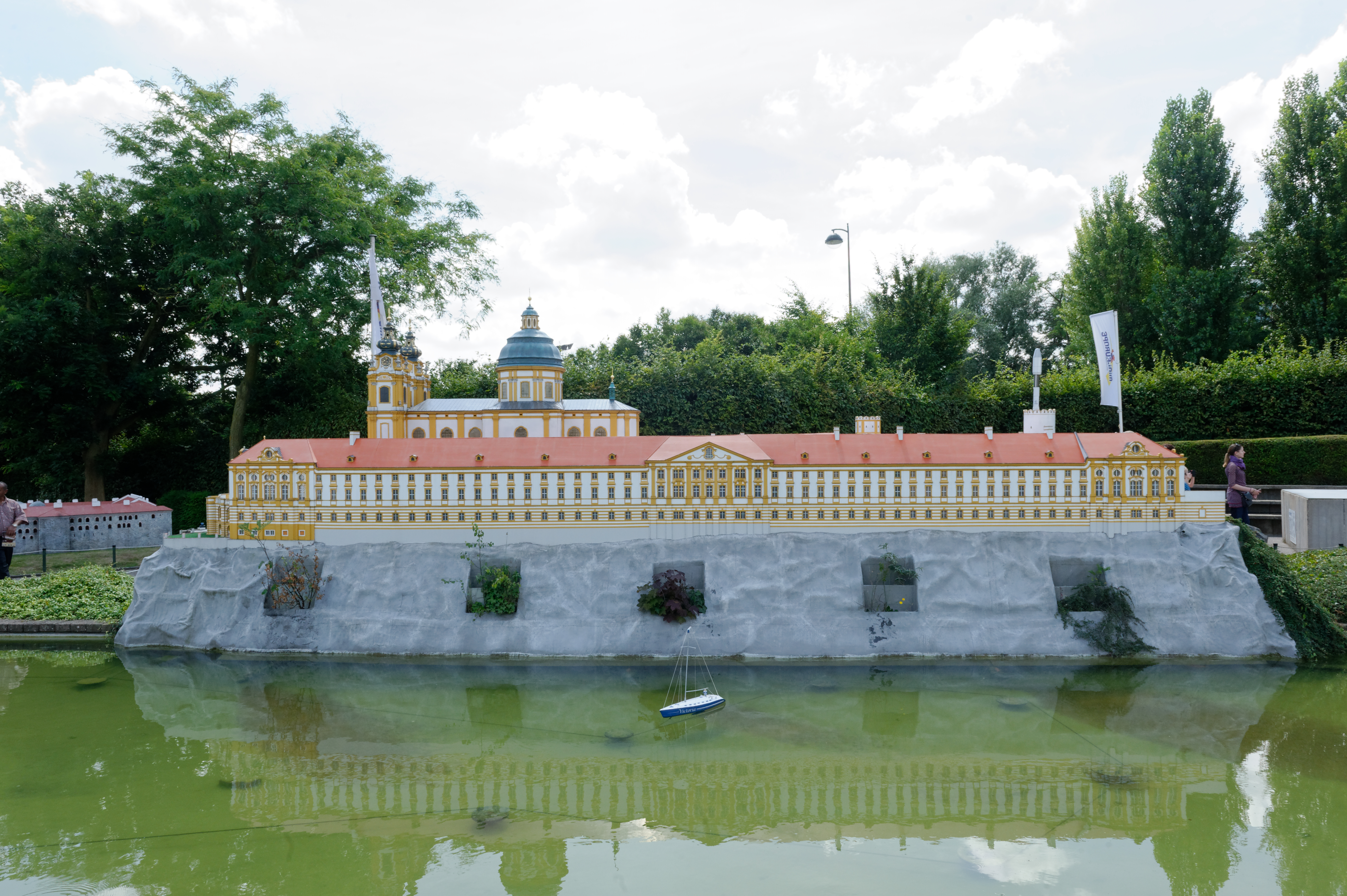
Abbazia di Melk ( Austria)
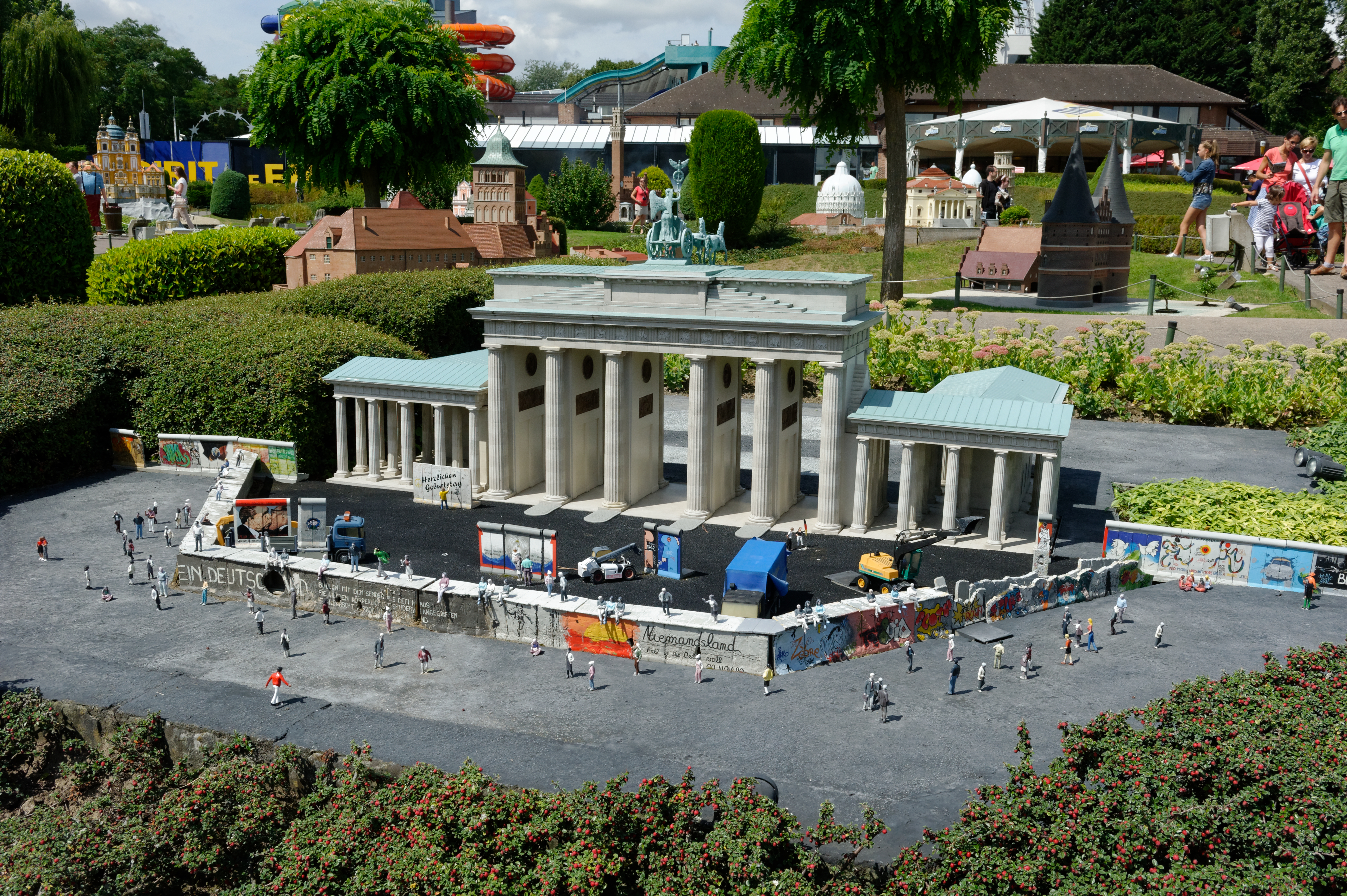
Porta di Brandeburgo, Berlino ( Germania)
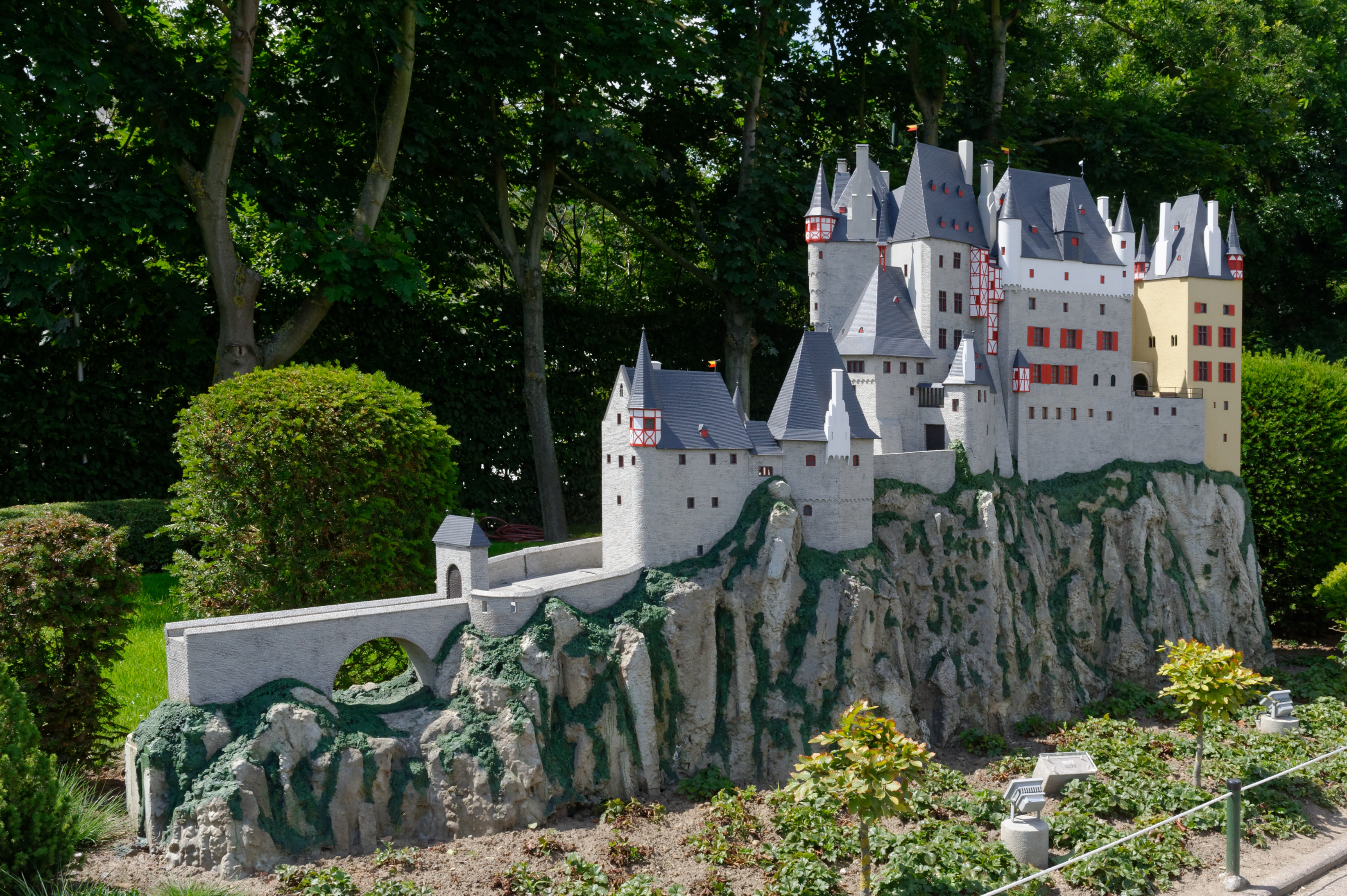
Castello di Eltz ( Germania)
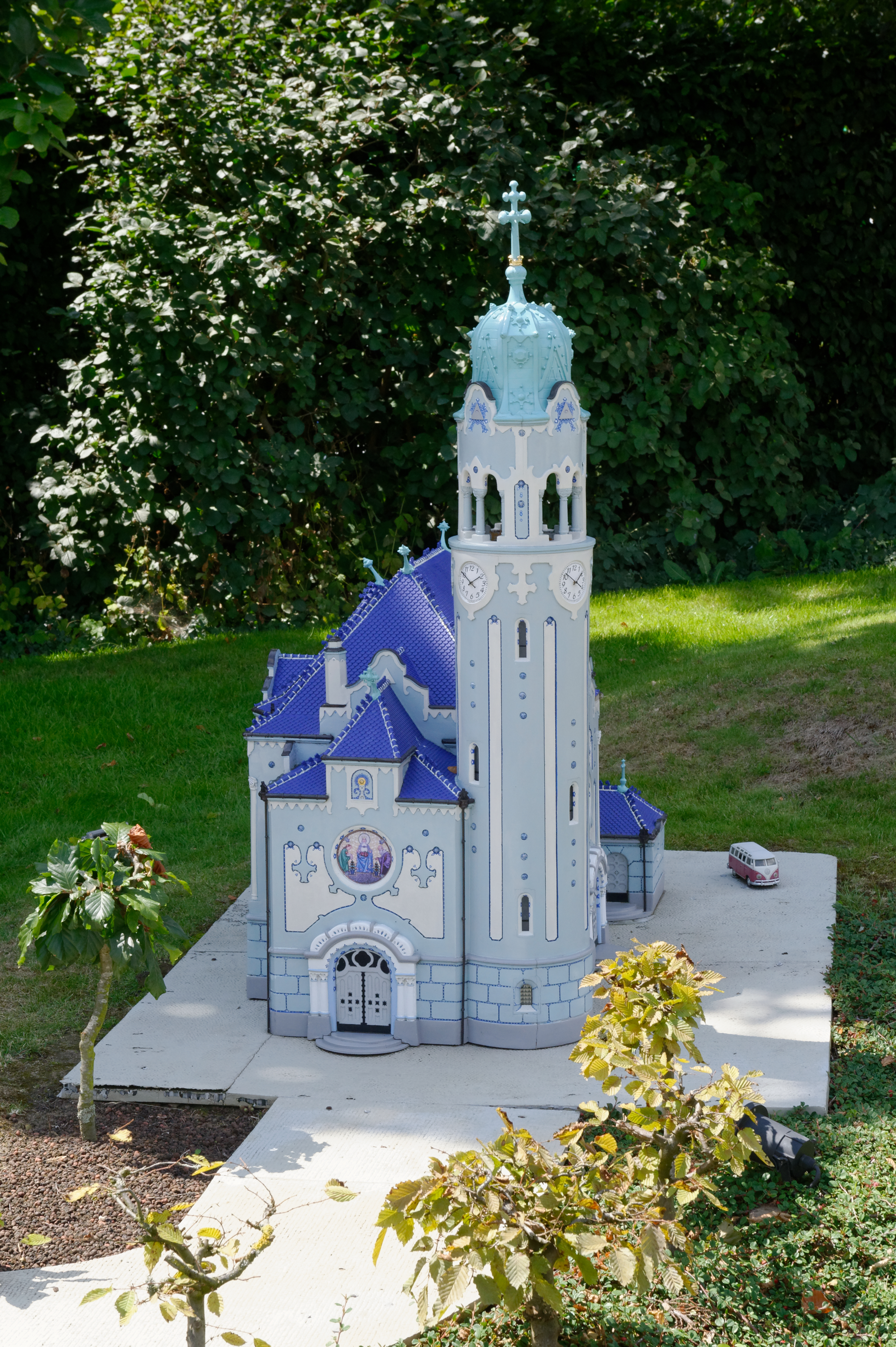
Chiesa Blu, Bratislava ( Slovacchia)
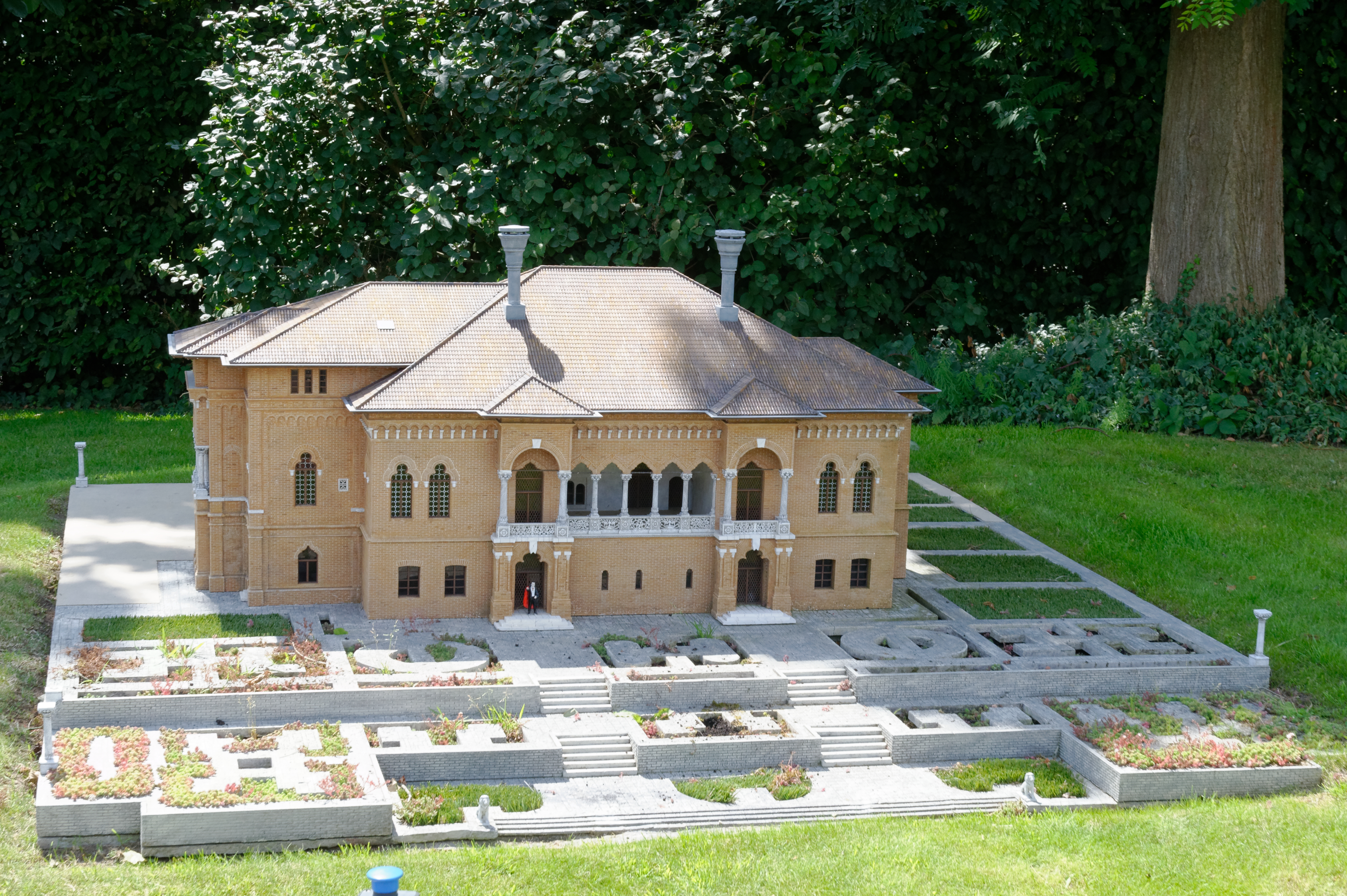
Palazzo di Mogoșoaia ( Romania)
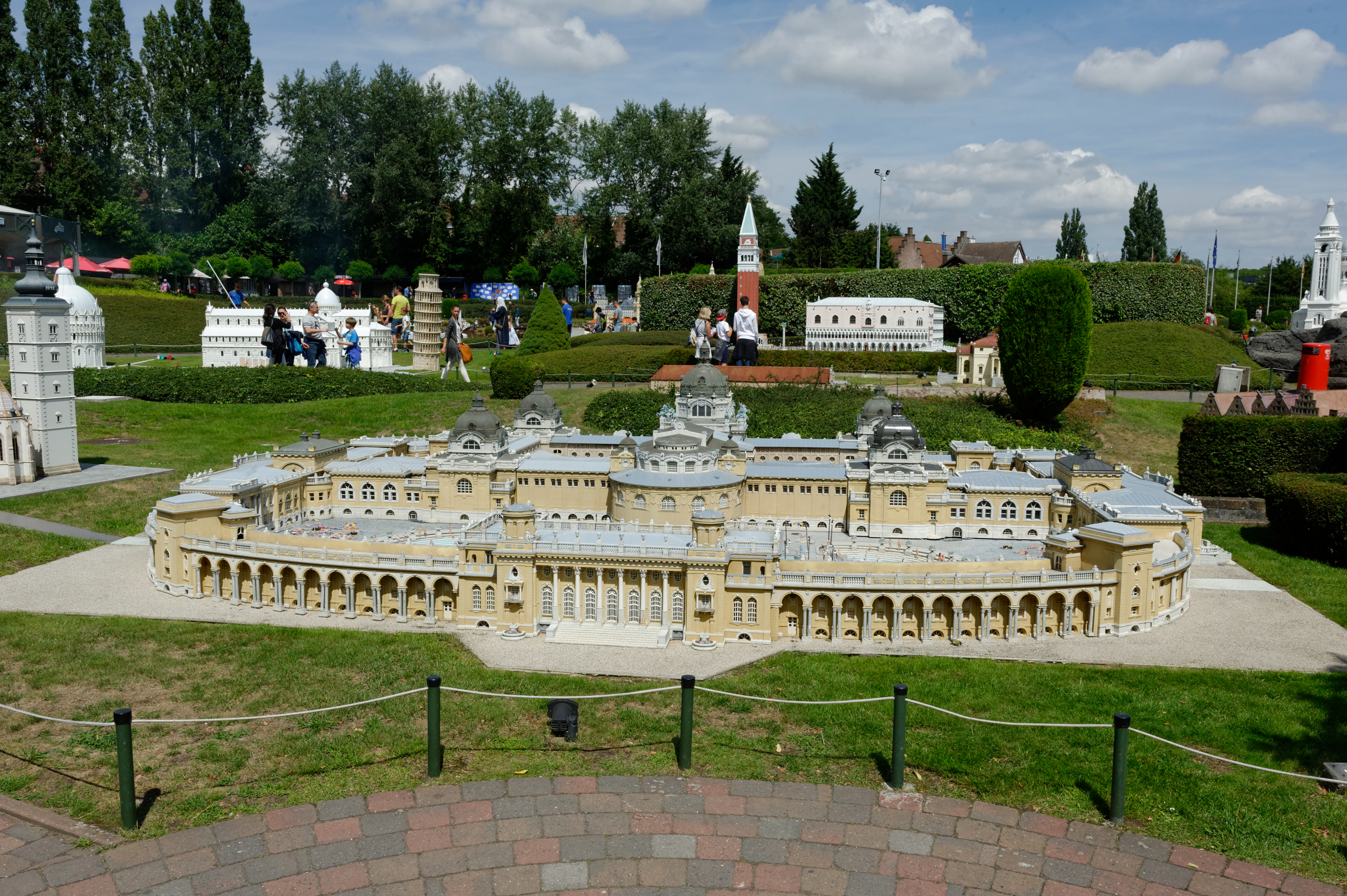
Bagni Széchenyi, Budapest ( Ungheria)
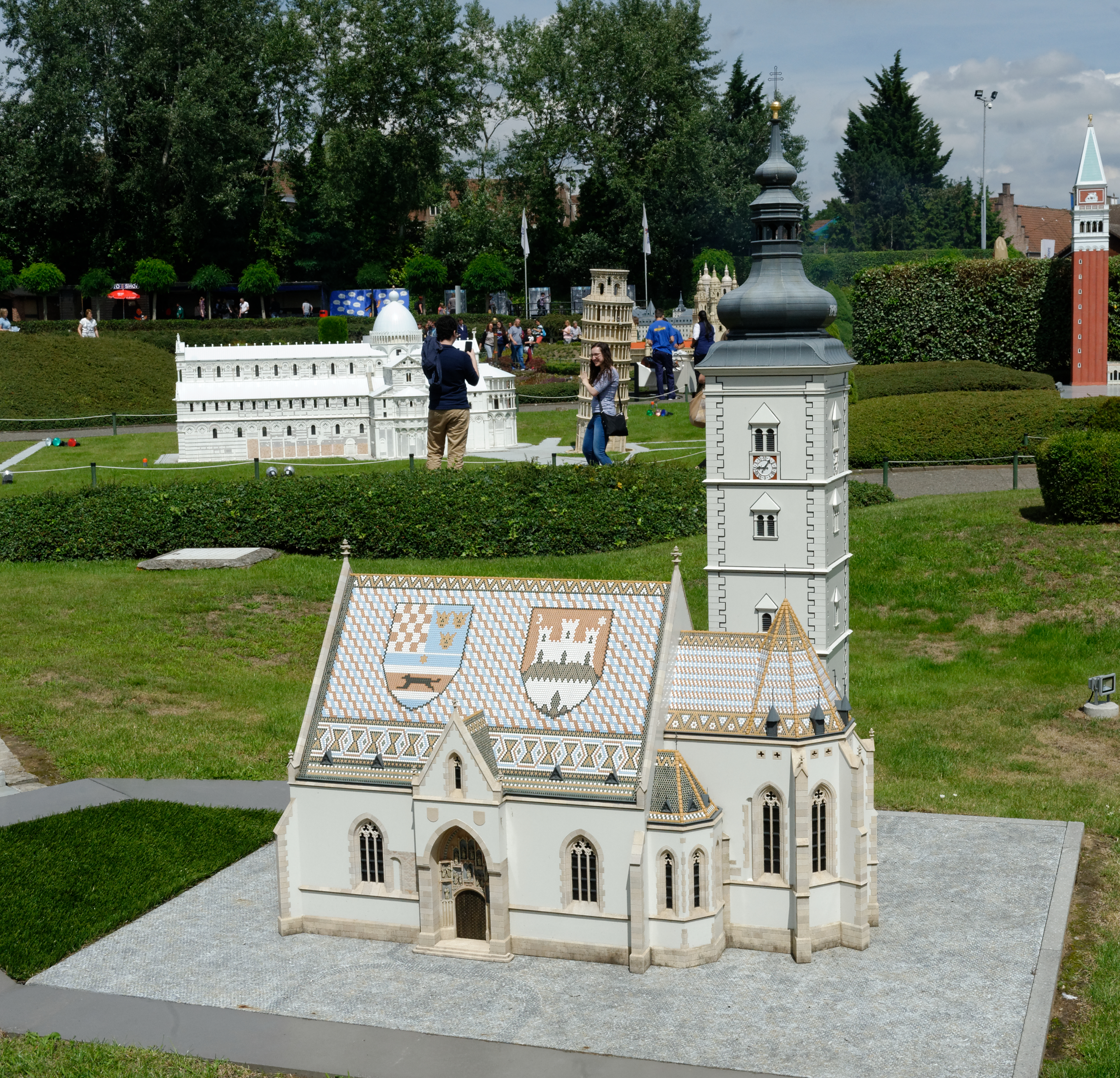
St. Markus Kirche, Zagabria ( Croazia)
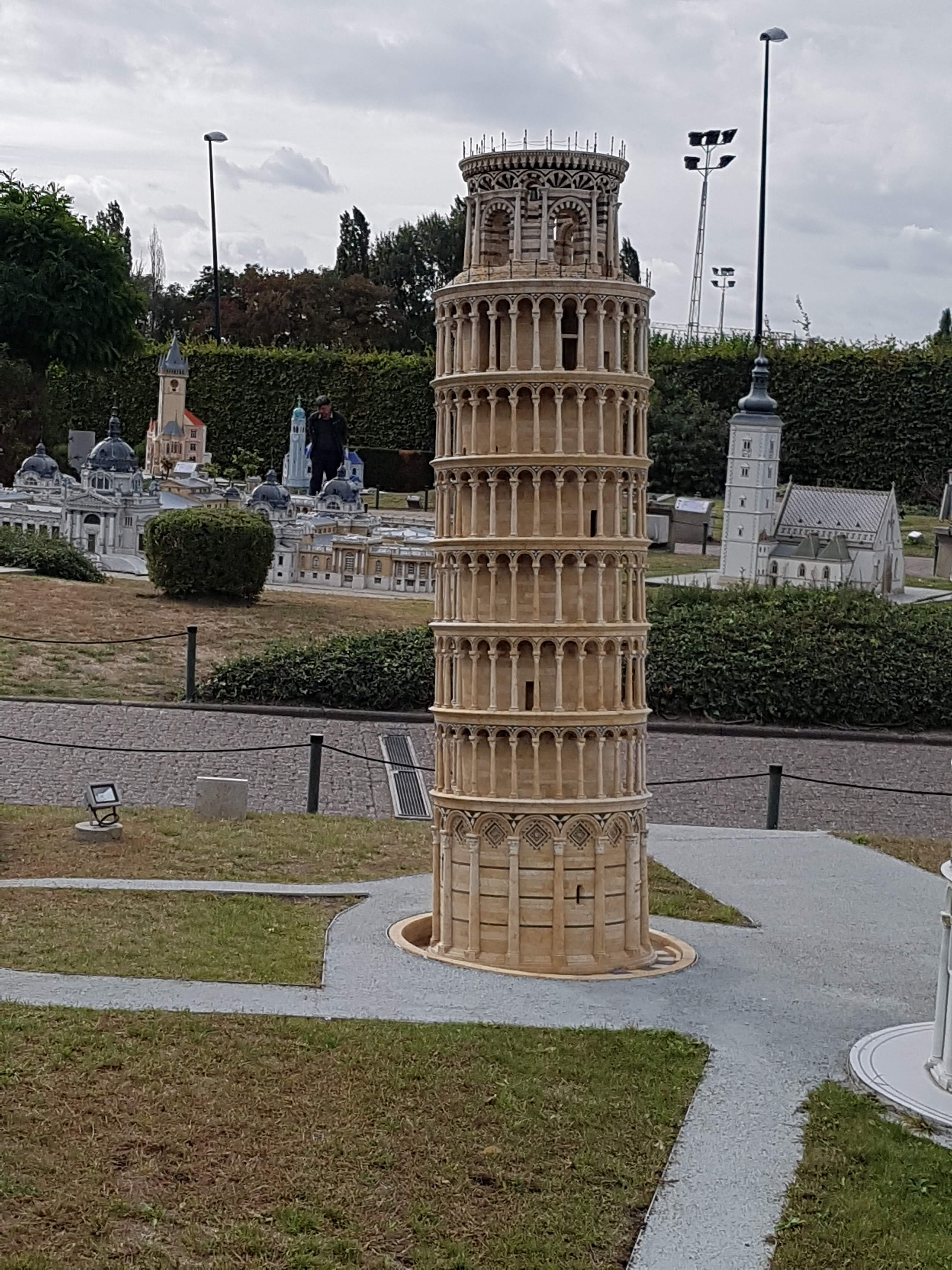
Torre di Pisa ( Italia)
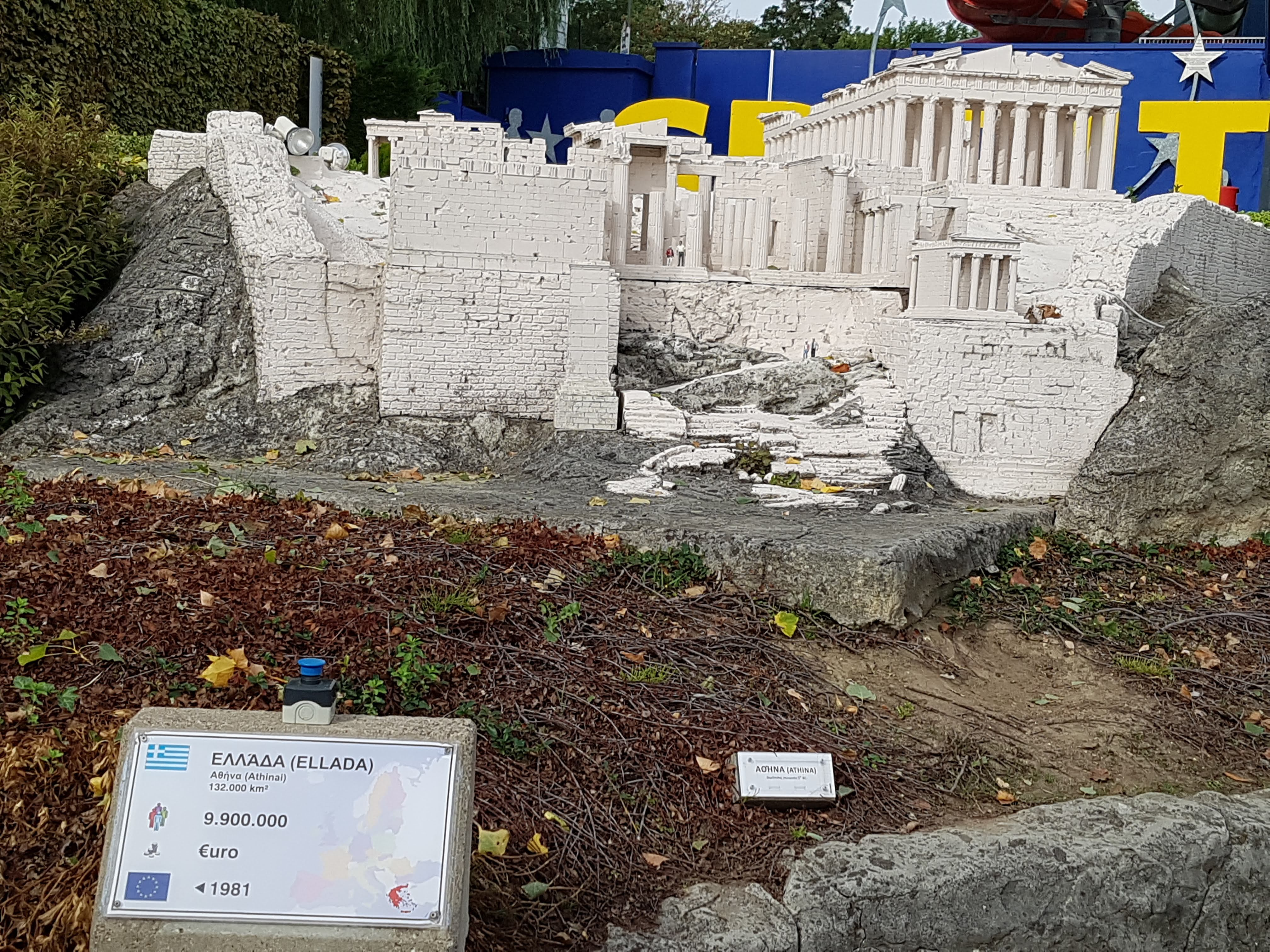
Acropoli di Atene ( Grecia)
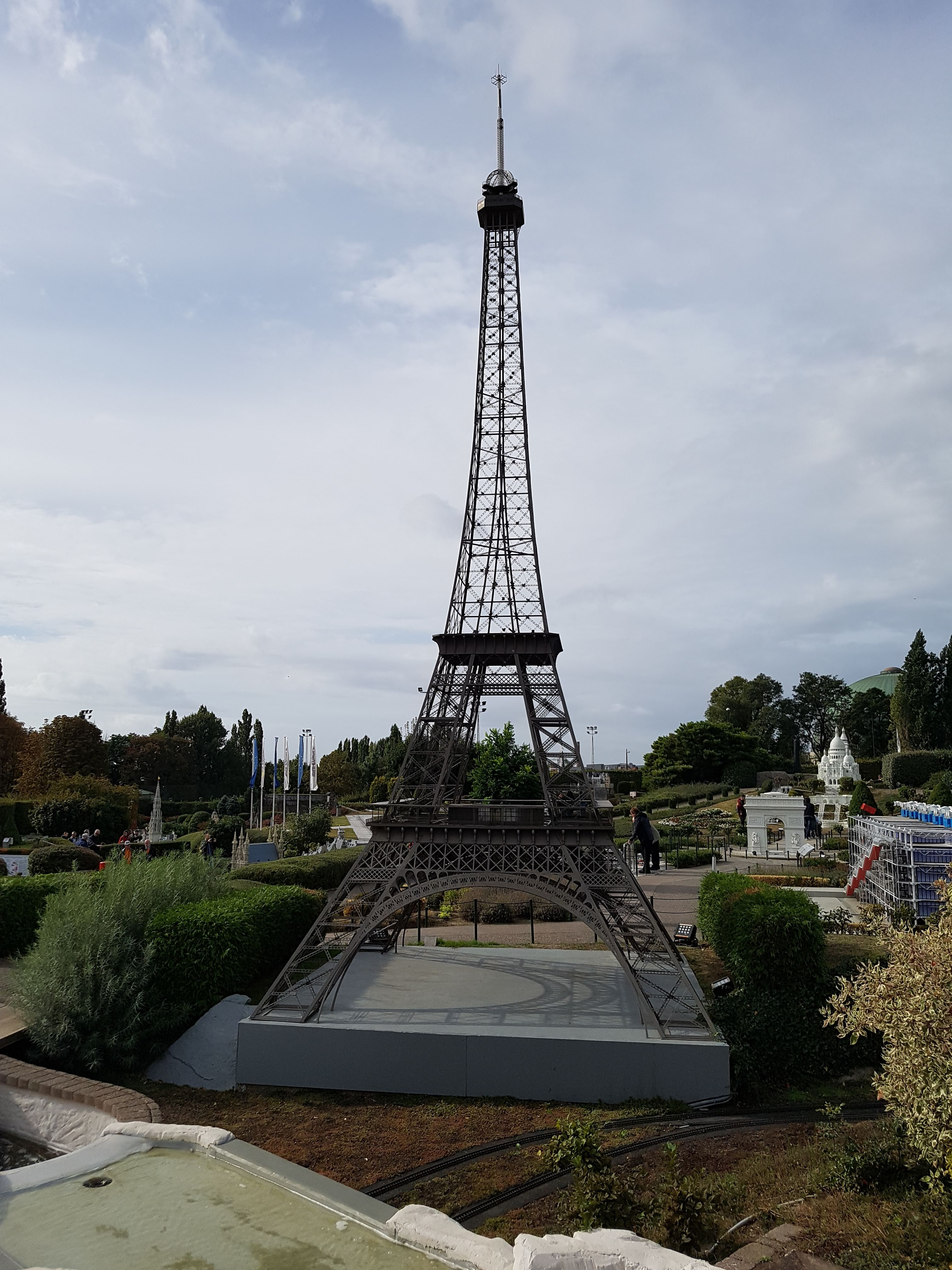
Torre Eiffel ( Francia)
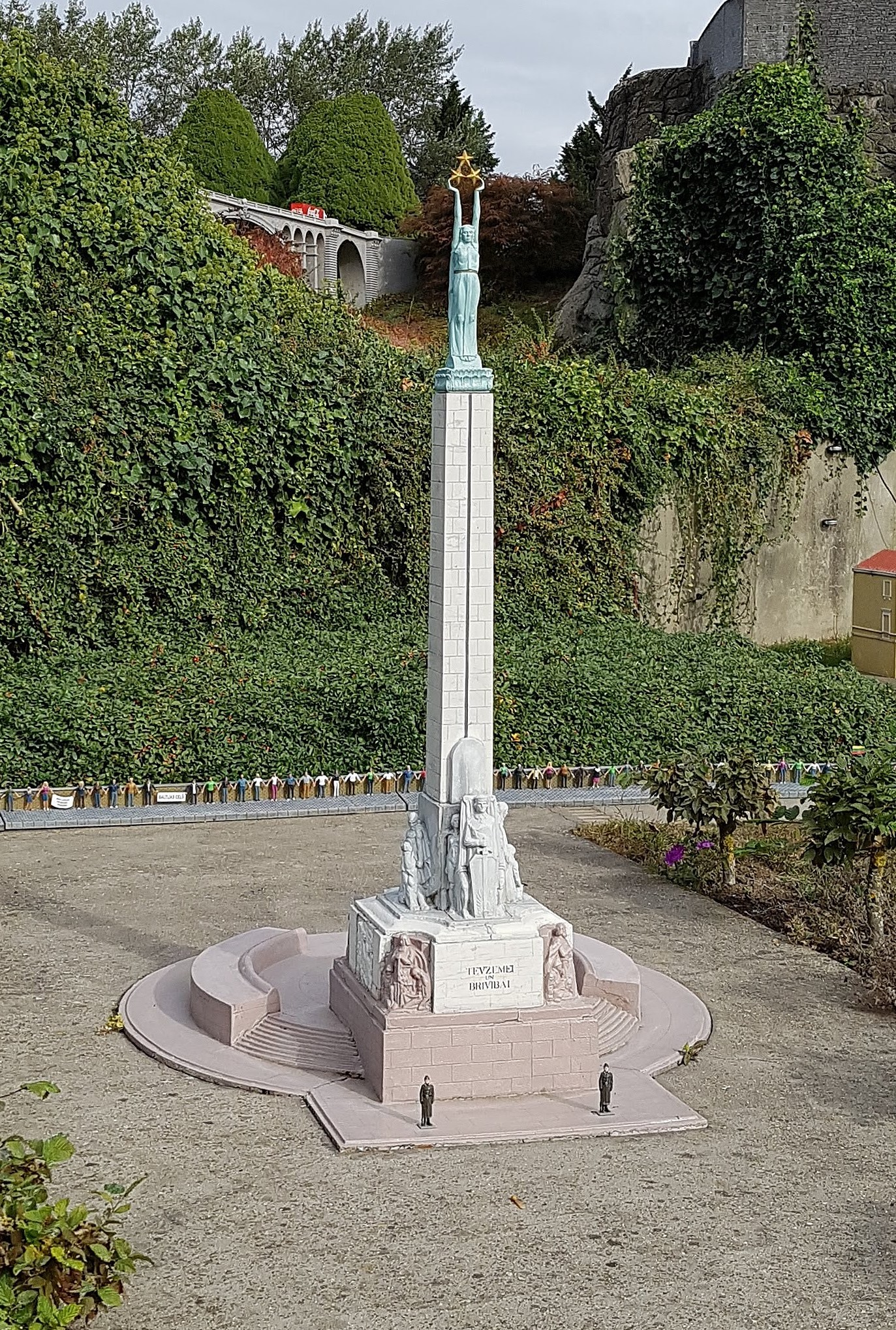
Monumento alla Libertà (Riga) ( Lettonia)
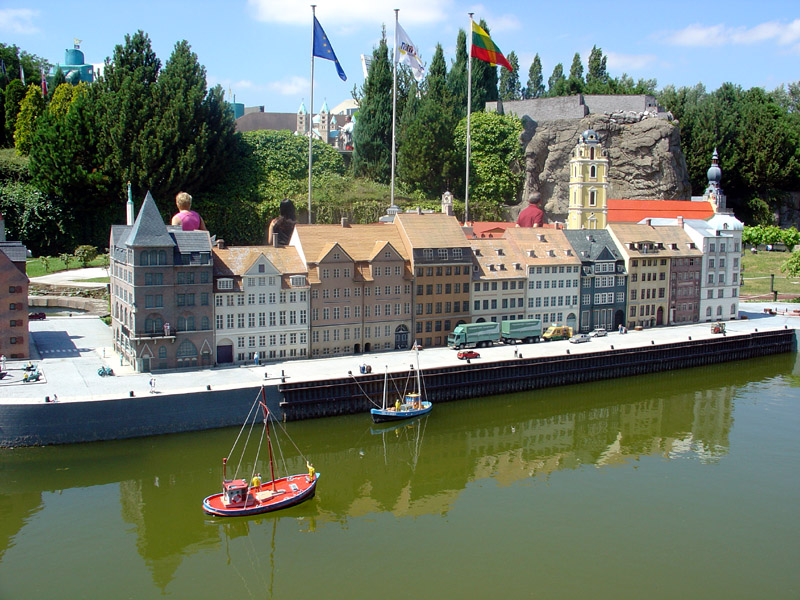
Copenaghen ( Danimarca)

## Le animazioni
L'intero parco delle miniature anima i luoghi utilizzando animazioni differenti: treni, mulini, suoni, eruzione del Vesuvio, caduta del muro di Berlino, gondole a Venezia, filobus... Tali animazioni sono prototipi industriali per poter resistere alle numerose ore di utilizzo ed alle diverse stazioni (gelo, pioggia, calore). 

## I Giardini
Rivestimenti del terreno, alberi nani, bonsai ed alberi trapiantati sono impiegati vicino alle riproduzioni dei monumenti, mentre la presenza di cespugli e fiori rende piacevole la passeggiata. 

## La guida di Mini-Europe
Un'agevole guida stampata fornisce numerosissime informazioni ed aneddoti circa i monumenti e l'Unione Europea. 

## Spirit of Europe
Alla fine del percorso lo spazio riservato all'Unione Europea ne presenta, in breve, la storia, i successi, la cultura, il funzionamento delle sue istituzioni, la dimensione del mercato, i motivi per l'allargamento il tutto in genere sotto forma di gioco. Esistono numerosi progetti pedagogici riservati alle scuole. 
Per tutte queste attività Mini-Europe ha ricevuto il patrocinio della Commissione europea e del Parlamento Europeo.